# Alessandro Battilocchio

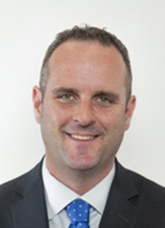
Alessandro Battilocchio

Alessandro Battilocchio (* 3. Mai 1977 in Rom) ist ein italienischer Politiker.

## Leben
Battilocchio studierte Rechtswissenschaften an der Libera Università Internazionale degli Studi Sociali. Er war von 2005 bis 2009 für den Partito Socialista Italiano Abgeordneter im Europäischen Parlament. Dort war er Mitglied im Entwicklungsausschuss, im Petitionsausschuss und in der Delegation in den Parlamentarischen Kooperationsausschüssen EU-Armenien, EU-Aserbaidschan und EU-Georgien. Von 2001 bis 2011 war Battilocchio Bürgermeister von Tolfa.